# 殺したい女
『殺したい女』（ころしたいおんな、Ruthless People）は、ダニー・デヴィート、ベット・ミドラー、ジャッジ・ラインホルド、ヘレン・スレイター主演で1986年に公開されたブラックコメディ映画。
監督は『フライングハイ』や『裸の銃を持つ男』シリーズといったコメディ映画の監督者として知られるジェリー・ザッカー、ジム・エイブラハムズ、デヴィッド・ザッカー。ただし、彼らのほかの作品と異なりこの時の作品はギャグや駄洒落、ジョークが非常に少ない。
オー・ヘンリーの短編『赤い酋長の身代金』が一部基になっており、また、1959年に製作されたテリー・トーマス、ジョージ・コール、シド・ジェームズ主演のイギリスのコメディ『Too Many Crooks』と比べても、不誠実な夫を持つ女性が誘拐されるという設定が類似している。

## あらすじ
財産目当ての結婚をしたサム・ストーンは、妻バーバラの父が思いのほか長生きしたため独自のビジネスで財産を築いたが、義父の死後、妻が相続した財産を手に入れるため、また愛人キャロルと結婚するためにバーバラの殺害を決意する。しかし、自宅にはバーバラの姿はなく、「夫人を誘拐した」という脅迫電話がかっかってくる。「50万ドル払わなければ夫人を殺す」と言われたサムは、自分が手をかけなくてもバーバラを殺せると考え、警察やマスコミに通報して騒ぎを大きくする。同じころ、キャロルはサムの妻殺しの現場をビデオに録音して金を巻き上げようと企み、サムから聞いた殺害予定現場に彼氏のアールを待ち伏せさせる。アールは首尾よく録画に成功するが、写っていたのは別人のカーセックス現場だった。
バーバラを誘拐したケスラー夫妻は、妻サンディのファッションデザインをサムが盗用して成功を収めたことに憤慨して犯行に及んだが、お人好しの2人は妻の死を望み身代金を払おうとしないサムに翻弄される。一方、キャロルは誘拐騒動を「警察の目を誤魔化すための自作自演」だと思い早速サムに録画したビデオを匿名で送り付けて脅迫するが、サムは「キャロルがセックスビデオを送って自分を誘っている」と勘違いして彼女に電話をかける。電話を受け取ったキャロルは「脅迫したことを察知したサムが自分を殺そうとしている」と思い込み、アールの家に逃げ込む。キャロルは身を守るためベントン署長にビデオを匿名で送りサムを逮捕してもらおうとするが、ビデオに写っていたのはベントンだったため、彼は「自分のセックスシーンを録画して脅迫しようとしている」と勘違いし、キャロルに言われるままサムが妻殺しという証拠を探すように部下に命令する。
警察はストーン邸のタイヤ痕から犯人がケン・ケスラーだと断定して尋問するが、同じころにサムの指紋がついたクロロホルムとキャロルとの密会写真が発見されたため、警察はサムを容疑者として逮捕する。一方、バーバラはサンディと次第に打ち解けていき、サンディのファッションセンスに興味を抱いたバーバラは、一緒にファッションブランドを立ち上げようと持ちかける。感激したサンディはバーバラを解放するが、ケンは逮捕を免れるため国外逃亡しようと考える。そこにバーバラが戻ってくるが、同時に手配中の連続殺人犯ベッドルーム・キラーと出くわし、3人は揉み合いの末にベッドルーム・キラーを殺してしまう。
サムは多額の保釈金を払って釈放されるが、失った財産を取り戻すため一転してバーバラの身代金を払おうとする。しかし、サムが愛人と結婚するために身代金の支払いを拒否していたことを知ったバーバラは激怒し、ケスラー夫妻を組んで夫から財産を奪おうと企み、身代金をサム名義の全財産に変更する。身代金の引き渡し現場に現れたサムはケンに身代金を引き渡すが、待ち伏せしていた警察と共にケンを追跡し、逃げ切れないと思ったケンは車ごと海に飛び込む。警察が車を引き上げると、車内にはベッドルーム・キラーの死体があり、警察は彼が犯人だと判断する。そこにバーバラが現れ、サムを海に突き落とす。バーバラは海岸に向かい、身代金を手に車から脱出したケンと、待機していたサンディの2人と合流する。

## キャスト
※括弧内は日本語吹替（ソフト未収録）
- サム・ストーン - ダニー・デヴィート（青野武）
- バーバラ・ストーン - ベット・ミドラー（中尾ミエ）
- ケン・ケスラー - ジャッジ・ラインホルド（鈴置洋孝）
- サンディ・ケスラー - ヘレン・スレイター（佐々木優子）
- キャロル・ドッズワース - アニタ・モリス（沢田敏子）
- アール・モット - ビル・プルマン（江原正士）
- ベンダー警部 - アート・エヴァンス（石森達幸）
- ウォルターズ警部 - クラレンス・フェルダー（加藤正之）
- ヘンリー・ベントン署長 - ウィリアム・G・シリング（増岡弘）
- ベッドルーム・キラー - J・E・フリーマン（千田光男）
- 警官 - ジム・ドーガン（秋元羊介）
- 強盜 - フランク・シベロ（広瀬正志）
- 判事 - シャーロット・ザッカー（竹口安芸子）
- 弁護士 - ボブ・ツディカー（大山高男）
- ステレオストアの女性客 - スーザン・マリー・スナイダー（井上喜久子）
- ステレオストアの男性客 - ジョン・カトラー（秋元羊介）
- ヘビメタ客 - ゲイリー・ライリー（島田敏）
- エアロビクスインストラクター - ハナラ・セーガル（伊倉一恵）
- 見回り警官 - アーノルド・F・ターナー（小室正幸）

日本語吹替その他：城山知馨夫、さとうあい、古田信幸、星野充昭
日本語版制作 演出：伊達康将、翻訳：小川裕子、調整：熊倉亨、効果：リレーション、制作：東北新社

## 備考
- この映画の主題歌はミック・ジャガーとダリル・ホール、そしてユーリズミックスのメンバーであるデイヴ・スチュワートの3人が共同制作したうえで、ジャガーが歌った。
- ウィアード・アル・ヤンコビックがジャガーから許可を得たうえで"Toothless People"という替え歌を作って『Polka Party!』というアルバムに収録しようとした。しかし、ジャガーの曲がトップ40に入らなかったため、ヤンコビックはこの曲の収録を取りやめることを検討した。しかし、収録しないことはジャガーに対する侮辱になると考え、結局は収録された。
- この映画には、評論家ロジャー・イーバートが選んだ1986年の好きなセリフの一つが含まれている。

## リメイク
- Money（1993年、インドでテルグ語で公開）[3]
- Mujhe Meri Biwi Se Bachaao、Love Ke Liye Kuchh Bhi Karega（いずれも2001年、インドでヒンディー語で公開）[4][5]
- Mo deng pu ni ti（1996年、香港。劉雅麗（アリス・ラウ）主演。）